# Stazione di Le Piane
La stazione di Le Piane era una fermata ferroviaria posta sulla linea Orbetello-Porto Santo Stefano. Serviva la località di Le Piane, nel territorio comunale di Monte Argentario.